# Galactisch Keizerrijk
Het Galactische Keizerrijk is de dictatoriale regering uit de Star Wars-saga. De Galactische Republiek wordt gereorganiseerd in het Galactische Keizerrijk door Palpatine/Darth Sidious, die zichzelf tot Keizer uitroept in Star Wars: Episode III: Revenge of the Sith. Het Keizerrijk is verder te zien in Episodes IV, V en VI.

## Ontstaan
Tijdens de invasie van de planeet Naboo in 32 BBY slaagt de Sith Meester Darth Sidious (in het openbaar bekender als senator Palpatine, de opperkanselier van de republiek), erin tot Kanselier van de Galactische Republiek verkozen te worden, en dankzij de (in het geheim door hem aangewakkerde) oorlog in 22 BBY via een noodverordening steeds meer macht te krijgen. Tijdens deze Kloonoorlogen kan hij zodoende aan de macht blijven. Palpatine manipuleert beide zijden, omdat de politieke leider van de Confederacy of Independent Systems zijn eigen Sith Leerling is, namelijk Graaf Dooku, die heimelijk Darth Tyranus is. 
In het jaar 19 BBY, nadat de Separatisten (Confederacy of Independent Systems) door de Galactische Republiek zijn verslagen, laat Palpatine via bevel 66 alle Jedi uitroeien en grijpt definitief de macht binnen de door de oorlog verzwakte Oude Republiek. Palpatine roept zichzelf dan tot Keizer uit. Zijn nieuwe leerling Darth Vader valt de Jedi Tempel aan met een groot leger van Clone Troopers en helpt Sidious zodoende om te overwinnen en zijn macht te consolideren. De Sith hebben op deze manier hun wraak op de Jedi bewerkstelligd.
Het leger van Clone Troopers wordt omgedoopt tot de Keizerlijke Stormtroopers.

## Handhaving
Binnen het Rijk heerst de "Nieuwe Orde" die werkt aan de hand van de volgende (schijnheilige en leugenachtige) principes:
- Er moet vrede komen in het melkwegstelsel
- Die vrede komt het beste tot stand als het hele melkwegstelsel één Rijk is
- De vrede komt ook het beste tot stand als er dictatuur regeert in plaats van democratie
- Om voor eenheid te zorgen is één soort de toekomst: de Mensen, en dus niet de andere Buitenwerelders
- Tevens zijn mannen eerder de toekomst dan vrouwen

Het Galactische Keizerrijk steunt vooral op hun grote leger Stormtroopers en hun vloot van ruimtekruisers (star destroyers). Palpatine heerst binnen het Rijk met een ijzeren vuist, en het Rijk zelf krijgt steeds meer de omvang van een dictatuur. In Star Wars: Episode IV: A New Hope laat Palpatine de Galactische Senaat, het laatste wat nog resteerde van de Oude Republiek, ontbinden. Het zijn nu de militaire gouverneurs die binnen het universum veel macht toebedeeld krijgen.
Het Keizerrijk regeert door middel van angst en gebruikt vreselijke verhoormethodes, zoals de ITO-verhoordroids. Deze martelen of pijnigen het slachtoffer. Maar het ultieme symbool van de angstpolitiek is het ruimtestation in de vorm van een bol die de Death Star wordt genoemd. De Death Star heeft de vuurkracht om een hele planeet op te blazen, zoals Alderaan ondervond.

## Ondergang
Al vroeg na de oprichting van het Keizerrijk komt een groep Rebellen in opstand tegen Palpatines tirannie. Zij vormen hierop de Rebellenalliantie (Rebel Alliance) en vechten vanuit verschillende verborgen gebieden tegen het Keizerrijk. Zij willen de Republiek weer terug hebben.
Uiteindelijk, na een aantal nederlagen en overwinningen van Rebellenalliantie, weten hun vloot en klein leger de tweede Death Star op te blazen nabij Endor. Hierbij komt zowel de keizer als zijn rechterhand Darth Vader om het leven door toedoen van de laatste Jediridder, Luke Skywalker, zoon van Anakin Skywalker (nu Darth Vader).
Na deze desastreuze nederlaag stortte het Keizerrijk in. De Rebellenalliantie werd de Nieuwe Republiek, een voortzetting van De Oude Republiek van voor de Kloonoorlogen. Uit de overblijfselen van het Keizerrijk vormden zich later The First Order.

## Inspiratie
Het Galactisch Keizerrijk is gebaseerd op Isaac Asimovs Galactisch Keizerrijk, dat op zijn beurt weer gebaseerd is op het Romeinse Rijk. Ook zijn er directe invloeden, onder andere in de manier waarop Darth Sideous (Keizer Palpatine) aan de macht komt door de Galactische Senaat te manipuleren, zoals Octavianus eveneens deed met de Romeinse Senaat. Andere inspiraties zijn nazi-Duitsland en de Sovjet-unie onder Stalin. Zo doet de machtsgreep van de keizer ook denken aan Adolf Hitler, die zijn populariteit misbruikte om de democratische Weimarrepubliek in een dictatuur om te vormen. Het duo Darth Sideous-Darth Vader doet denken aan de duo's Hitler-Himmler, Stalin-Jagoda, Stalin-Jezjov en Stalin-Beria, waarbij telkens sprake was van een meester die de leidersrol vervulde en een leerling die de rol van de beul vervulde. Deze gelijkenis wordt versterkt door Darth Vaders zwarte kostuum dat (hoewel gebaseerd op een Japanse samoerai), ook gelijkenissen toont met Himmlers zwarte SS-uniform. Een verdere overeenkomst is dat Darth Sideous evenals Stalin zijn (extreem nuttige maar potentieel gevaarlijke) leerling vernietigde voor deze te machtig werd, en op deze manier meerdere leerlingen 'versleet'.